# Мединіна Еліна Володимирівна
Еліна Володимирівна Мединіна — старший лейтенант медичної служби Державної прикордонної служби України, учасниця російсько-української війни, що відзначилася під час російського вторгнення в Україну.

## Життєпис
Еліна Мединіна несла службу військовим медиком Донецького прикордонного загону. З початком повномасштабного російського вторгнення в Україну перебувала на передовій — брала участь в обороні Маріуполя. Потім разом з співслуживцями евакуювалася до «Азовсталі», де перебували 86 днів (з них 82 дні в повному оточенні). Після 86 днів оборони міста українськими військами, за наказом вищого військового керівництва України, оборону міста було припинено, Еліна Мединіна разом з іншими бійцями вийшли з території заводу, та пішли у полон за наказом «про збереження здоров'я, та життя війсковослужбовців», де вона перебувала понад півроку. Разом з іншими 108 українськими жінками Еліну Мединіну 17 жовтня 2022 року обміняли та повернули до України. Довгий час проходила курс реабілітації.

## Нагороди
- Орден «За мужність» III ступеня (2022) - за особисту мужність, виявлену у захисті державного суверенітету та територіальної цілісності України, незламність духу і вірність військовій присязі.
- Орден «Княгині Ольги» ІІІ ступеня (2022) - за вагомий особистий внесок у справу охорони державного кордону, мужність і самовідданість, виявлені у захисті державного суверенітету та територіальної цілісності України.
- Відзнака Президента України «За оборону України» (2022)